# Doble Kara
Doble Kara é uma telenovela filipina exibida pela ABS-CBN entre 24 de agosto de 2015 e 10 de fevereiro de 2017.
Em Angola e Moçambique, a novela foi exibida na StarTimes Novela P sob o título Kara o Dobrar.
Protagonizada por Julia Montes, com atuações estrelares de Mylene Dizon, Ariel Rivera, Allen Dizon, Sam Milby, Edgar Allan Guzman, Krystal Mejes e Myel de Leon, e antagonizada por Maxene Magalona, Carmina Villarroel e Alicia Alonzo.

## Enredo
A história gira em torno de irmãs gêmeas idênticas que cresceram em uma família feliz, apesar de ser pobre e cujas vidas serão interligados por causa do amor, identidade, fraude, ambição e riqueza quando o destino obriga provocativamente para separar suas vidas.

## Elenco
- Julia Montes - Kara de la Rosa / Sara Suarez
- Carmina Villarroel - Lucille Acosta de la Rosa
- Mylene Dizon - Laura Hipolito de Suarez
- Ariel Rivera - Ishmael Suarez
- Allen Dizon - Antonio de la Rosa
- Sam Milby - Sebastian "Seb" Acosta
- Edgar Allan Guzman - Edward Ligaya
- Maxene Magalona - Alexandra "Alex" Acosta
- Krystal Mejes - Isabella Acosta / Rebecca "Becca" Suarez
- Myel de Leon - Hannah Acosta
- Alicia Alonzo - Barbara Salgado vda. de Acosta
- Gloria Sevilla - Anita
- John Lapus - Itoy Delgado
- Anjo Damiles - Andy Delgado
- Rayver Cruz - Banjo Manrique
- Mickey Ferriols - Cynthia "Mother" Manrique
- Patricia Javier - Chloe Cabrera
- Alexa Ilacad - Patricia Hernandez
- Nash Aguas - Paolo Acosta
- Polo Ravales - Julio Hernandez
- Alora Sasam - Camille Rose "CR" Sanchez
- Loren Burgos - Olivia "Ms. O" Ou
- Ramon Christopher Gutierrez - Dante Ligaya
- Frances Ignacio - Susan de Ligaya
- Michael Conan - Emilio
- Jason Fernandez - Jason
- Chrisha Uy - Jessica
- Joe Vargas - Elvis
- Yesha Camile - Mikay
- Amy Nobleza - Bebeng
- Chiqui del Carmen - Lourdes
- Shey Bustamante - Xen
- Eslove Briones - Eric
- David Chua - Nestor Magdalang
- Hannah Ledesma - Apple
- Markki Stroem - Frank
- Kathleen Hermosa - Andrea
- Arisa Suzuki - Mikasa
- Cristine Yao - Dina
- Joseph Ison - Gabo
- Sunshine Garcia - Nancy
- Maria Isabel Lopez - Rona Mallari
- Kristel Fulgar - Kristine Mae "Kengkay" Dalisay
- Odette Khan - Caridad "Lola Caring" Lacsamana
- Simon Ibarra - SPO1 Leandro Arellano
- Alex Castro - Victor
- Marx Topacio - Bogart
- Jeff Luna - Adolfo
- Avery Balasbas - Kara de la Rosa (adolescente) / Sara Suarez (adolescente)
- Marco Pingol - Edward Ligaya (adolescente)
- Harvey Bautista - Andy Delgado (adolescente)
- Trajan Moreno - Sebastian "Seb" Acosta (adolescente)
- Alyanna Angeles - Alexandra "Alex" Acosta (adolescente)
- Irma Adlawan - Esmeralda Hipolito
- Maritess Joaquin - Kristina Valera
- Dexie Daulat - Vianne Valera
- Maila Gumila - Lorena Acosta

## Exibição
| País/Região         | Emissora            | Data de estréia       | Data de final           | Título        |
| ------------------- | ------------------- | --------------------- | ----------------------- | ------------- |
| Filipinas           | ABS-CBN             | 24 de agosto de 2015  | 10 de fevereiro de 2017 | Doble Kara    |
| Estados Unidos      | TFC                 | agosto de 2015        | fevereiro de 2017       | Doble Kara    |
| Canadá              | TFC                 | agosto de 2015        | fevereiro de 2017       | Doble Kara    |
| Japão               | TFC                 | agosto de 2015        | fevereiro de 2017       | Doble Kara    |
| Taiwan              | TFC                 | agosto de 2015        | fevereiro de 2017       | Doble Kara    |
| Hong Kong           | TFC                 | agosto de 2015        | fevereiro de 2017       | Doble Kara    |
| Malásia             | TFC                 | agosto de 2015        | fevereiro de 2017       | Doble Kara    |
| Indonésia           | TFC                 | agosto de 2015        | fevereiro de 2017       | Doble Kara    |
| Singapura           | TFC                 | agosto de 2015        | fevereiro de 2017       | Doble Kara    |
| Papua-Nova Guiné    | TFC                 | agosto de 2015        | fevereiro de 2017       | Doble Kara    |
| Austrália           | TFC                 | agosto de 2015        | fevereiro de 2017       | Doble Kara    |
| Nova Zelândia       | TFC                 | agosto de 2015        | fevereiro de 2017       | Doble Kara    |
| Europa              | TFC                 | agosto de 2015        | fevereiro de 2017       | Doble Kara    |
| Médio Oriente       | TFC                 | agosto de 2015        | fevereiro de 2017       | Doble Kara    |
| África              | StarTimes Novela E1 | 28 de maio de 2016    | presente                | Double Kara   |
| Indonésia           | MNCTV               | 23 de janeiro de 2017 | presente                | Double Kara   |
| Angola · Moçambique | StarTimes Novela P  | 2018                  |                         | Kara o Dobrar |